# Terry Hart
Terry Jonathan Hart, detto T.J. (Pittsburgh, 27 ottobre 1946), è un ex astronauta statunitense.
Ha partecipato alla missione STS-41-C dello Space Shuttle come specialista di missione.